# Opioidkrisen i USA

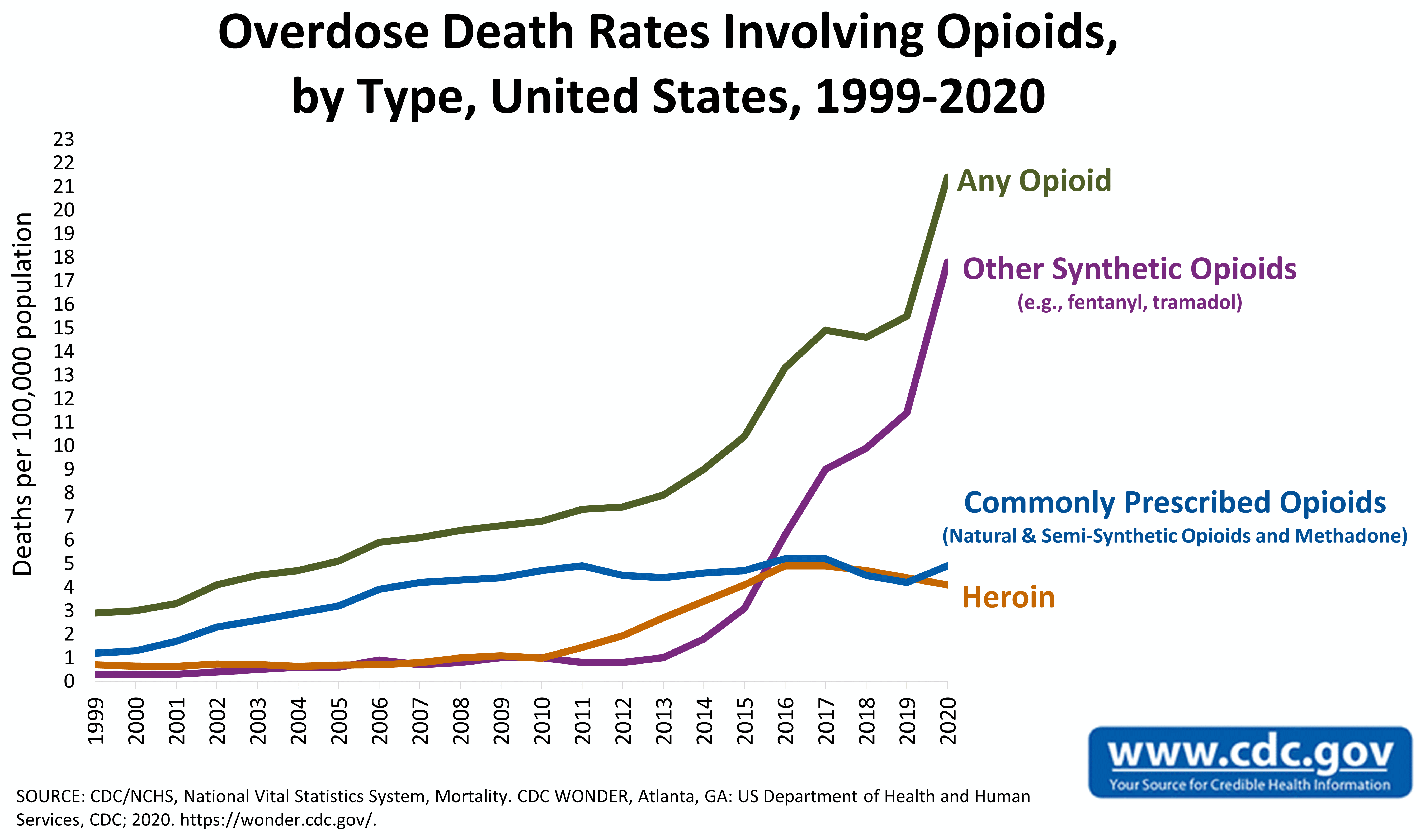
Opioidrelaterade dödsfall i USA 2000–2017 (dödsfall per 100 000 invånare).

Opioidkrisen i USA, ibland kallad opioidepidemin, är en benämning på den snabbt ökande användningen av förskrivna och icke-förskrivna opioidläkemedel i USA från slutet av 1990-talet och under de första decennierna av 2000-talet. 
Opioider är olika typer av smärtstillande medel, inklusive oxikodon (i USA sålda under bland andra varunamnen OxyContin och Percocet), hydrokodon (i USA under varumärket Vicodin), samt det mycket starka smärtstillande medlet fentanyl, vilket är syntetiserat för att likna andra opiater som de från opium deriverade morfin och heroin. 
Opioidernas effekt och deras tillgänglighet har gjort dem populära både för läkarkontrollerad medicinsk terapi och som rusmedel, trots att de är beroendeframkallande och är höggradigt riskabla vid överdos. På grund av substansernas dämpningseffekt på de delar av hjärnan som reglerar andningen, riskerar opioider i höga doser att orsaka hypoventilation och därigenom orsaka andningsstopp och leda till döden.
Överdosering av narkotiska preparat har i USA blivit den vanligaste dödsorsaken för personer under 50 år, med två tredjedelar av sådana dödsfall orsakade av opioider. Detta medförde att opioidkrisen 2016 för andra året i följd minskade manliga amerikaners förväntade livslängd, mellan 2016 och 2017 från 76,3 till 76,1 år.

## Bakgrund
Opioidkrisen är ett komplext samhällsproblem som har såväl sociala, som ekonomiska och medicinska orsaker. Två huvudsakliga orsaker som har drivit krisen anses vara: 1) en överförskrivning av opioidläkemedel med början på 1990-talet som en respons på bristande behandling av smärta hos amerikaner, och 2) minskande priser och ökad tillgänglighet på opioider som heroin och syntetiska opioider som fentanyl. Bristande tillgång på säkra och effektiva smärtstillande läkemedel, bristande behandling av opioidberoende och en tendens att kriminalisera opioidberoende snarare än att investera i behandling för sjukdomen anses även ha bidragit till krisens utveckling.

### Opiater i USA under 1800-talet, fram till 1970-tal
Opiater, som morfin, har använts som smärtstillande medel i USA sedan 1800-talet, till exempel under amerikanska inbördeskriget. Bayer började marknadsföra heroin 1899. I början på 1920-talet började beroendeproblem uppmärksammas på allvar, vilket ledde till lägre omfattning av förskrivningar. Import, försäljning och tillverkning av heroin förbjöds i USA 1924.
På 1950-talet förekom heroinberoende bland jazzmusiker, men var ganska sällsynt utanför denna krets. Under och efter Vietnamkriget återvände ett stort antal beroende soldater från Vietnam, där heroin var lättåtkomligt. Heroinberoende spreds i USA i låginkomstområden under samma tidsperiod. Omkring 1973 beräknades det ske 1,5 dödsfall per år per 100 000 invånare.
Opiater för läkemedelsförskrivning, som Vicodin och Percocet introducerades på den amerikanska marknaden på 1970-talet, men förskrivningsnivån var länge låg. Fram till 1990-talet informerades läkare om att undvika opioider med hänsyn till deras beroendeframkallande egenskaper.

## Krisens början
Under andra hälften av 1980-talet spreds crack- och kokainanvändning i större städer i Nordamerika, och dödstalen i överdos ökade till nära nog 2 per år och 100 000 invånare.  
År 2016 beräknade Substance Abuse and Mental Health Services Administration att över elva miljoner invånare i USA missbrukade förskrivna opioidläkemedel, att uppemot en miljon använde heroin och att 2,1 miljoner hade utvecklat beroende av förskrivna opioider eller heroin.
Nivån av överdoser av lagligt förskrivna opiater anses nu ha planat ut sedan några år, medan överdoser av olagligt förskaffade opiater kraftigt ökat, nära tredubblats, sedan 2010.

### Överförskrivning

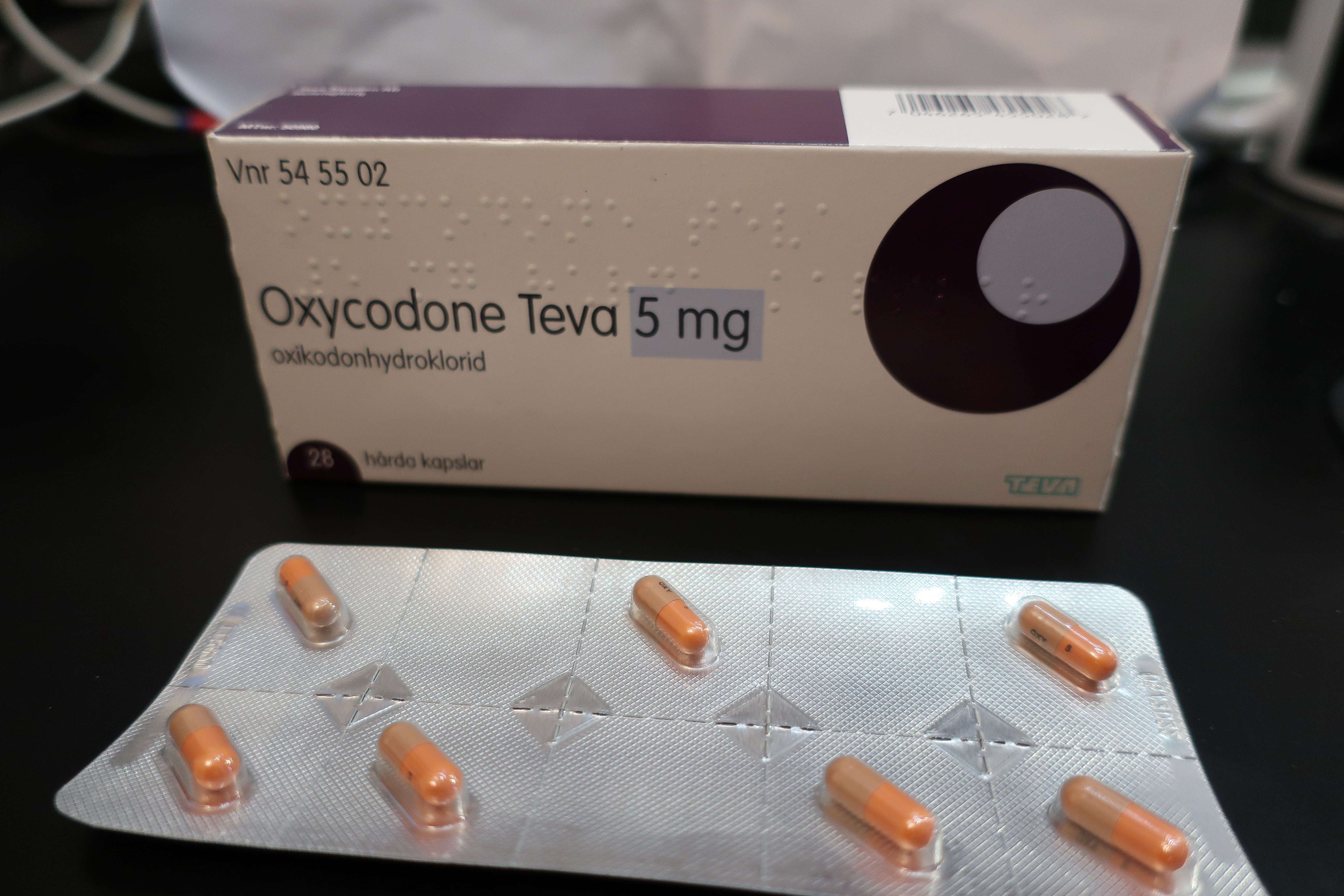
Läkemedel innehållande oxikodon ökade kraftigt under 1990-talet och 2000-talet i USA

Under 1990-talet fram till 2011 kunde man i USA se en mycket kraftig ökning av användandet av olika opioidbaserade smärtstillande läkemedel. Mellan 1999 och 2011 mer än fördubblades användningen av hydrokodon och konsumtionen av oxikodon ökade med nästan 500%. Under samma period - mellan 1997 och 2011 - ökade antalet personer som sökte hjälp för opioidberoende med 900%.
Något som föranledde den kraftiga ökningen av användningen av förskrivna opioider var en artikel som publicerades 1986. I artikeln beskrevs hur 38 patienter med kronisk smärta argumenterade att smärtstillande opioidläkemedel kunde användas långsiktigt utan större biverkningar. Trots att artikeln ansågs betydande vetenskapliga och metodologiska brister så refererade många till den för att uppmana till större förskrivning av opioider för alla slags patienter med smärta, inte enbart de med cancer (som var mer vanligt före artikelns tillkomst). 
Användningen av opioider ökade stadigt under 1980-talet och 1995 inträffade två händelser som fortsatte att driva utvecklingen. Dels lanserade Purdue Pharma läkemedlet OxyContin, dels lanserade American Pain Society en kampanj som syftade till att likställa smärta med andra vitala tecken som puls, blodtryck, andningsfrekvens och kroppstemperatur.

#### Oxycontin lanseras
Den oxikodonbaserade läkemedlet OxyContin godkändes av den amerikanska läkemedelsmyndigheten FDA 1995 och släpptes på marknaden av Purdue Pharma 1996. Purdue Pharma lade ner stora resurser på att marknadsföra läkemedlet, vilket inkluderade gratis merchandise som leksaker, hattar med OxyContin på och CD-skivor med låtar som Get in the swing with Oxycontin. Från 1996 och fram till 2001 riktade företaget särskilt in sig mot patienter med kronisk smärta. Bland annat bjöd man 1996-2001 in till 40 "smärtsymposier" där över 5000 läkare, sjuksköterskor och farmaceuter under åren fick delta på gratis evenemang, seminarier och föreläsningar, med inriktning på kronisk smärta. Företaget delade även ut kuponger till läkare där de kunde ge patienter gratis tillgång till Oxycontin under en provtid på 30 dagar.
Något som lyfts fram som en sannolik anledning till Purdue Pharmas inriktning på patienter med kronisk smärta är att gruppen är betydligt större än patienter med cancerrelaterad smärta, vilket är vad opioidbaserade smärtstillande läkemedel dittills hade ordinerats för. Företaget menade dessutom att Oxycontin - jämfört med morfin - inte var beroendeframkallande, då de aktiva ämnena frigjordes långsammare i kroppen, ett påstående som därefter har visats felaktigt.
Mellan 1996 och 2002 hade förskrivningarna ökat från 670 000 till mer än 6 miljoner förskrivningar av Oxycontin. I takt med de ökande förskrivningarna så gick även missbruket upp kraftigt. År 2004 beräknades Oxycontin vara det vanligast missbrukade läkemedlet i USA.

## Rättsprocesser
År 2017 inleddes ett stort rättsfall i USA där omkring 400 personer, läkare och sjuksköterskor, står anklagade för bedrägeri. Det gäller överförskrivning av opiater och annan narkotika, med hjälp av falska fakturor, till ett värde av 1,3 miljarder dollar. Jeff Sessions kallar "tillslaget" för den största operationen mot ett hälsovårdsbedrägeri i USA:s historia ("the largest health care fraud takedown operation in American history”). 
I augusti 2019 dömdes läkemedelsföretaget Johnson & Johnson av en delstatsdomstol i Oklahoma till att betala 572 miljoner dollar i böter för att ha bidragit till att skapa opioidkrisen i delstaten.
I september 2019 försattes läkemedelsföretaget Purdue Pharma i konkurs på grund av mer än 2600 stämningar där företaget anklagas för att ha utlöst opioidkrisen i USA genom sin aggressiva och oetiska marknadsföring av läkemedlet OxyContin. 

## Olika typer av opiater

### Oxikodon
Oxikodon är i Nordamerika den dominerande opioiden som rusmedel. Oxikodon kom in på den amerikanska marknaden 1939. På 1970-talet klassificerades medlet av Food and Drug Administration som ett Schedule II-läkemedel, det vill säga ett läkemedel med missbruksrisk och belagt med restriktioner vid användning för medicinsk behandling, ungefär motsvarande "Särskilda läkemedel" (förteckning II) i Sverige. 
År 1996 introducerade läkemedelsföretaget Purdue Pharma OxyContin, en depåtablettsvariant av oxikodon, det vill säga ett läkemedel med långsam utsöndring av den aktiva substansen. Denne understöddes av omfattande marknadsföring och blev dominerande opioidläkemedel. Företaget ålades 2007 att betala 600 miljoner dollar i böter  efter falska uppgifter om OxyContins missbruksrisker.

### Fentanyl
Fentanyl är ett nyare syntetiskt opioidhaltigt smärtstillande medel, vilket är 50–100 gånger starkare än morfin och 30–50 gånger starkare än heroin. 2 mg är tillräckligt för att verka som dödlig dos. Fentanyl är vitt, luktlöst och smaklöst.
Fentanyl-relaterade dödsfall ökade med 540 procent i USA mellan 2015 och 2016.